# فلورانسیا بونسگوندو
فلورانسیا بونسگوندو (انگلیسی: Florencia Bonsegundo؛ زادهٔ ۱۴ ژوئیهٔ ۱۹۹۳) بازیکن فوتبال اهل آرژانتین است.
از باشگاه‌هایی که در آن بازی کرده‌است می‌توان به باشگاه فوتبال والنسیا اشاره کرد.
وی همچنین در تیم‌های ملی فوتبال Argentina women's national under-20 football team و زنان آرژانتین بازی کرده‌است.